# Xanthorhoe nigrofasciata
Xanthorhoe nigrofasciata là một loài bướm đêm trong họ Geometridae.